# Plaubelia involuta
Plaubelia involuta är en bladmossart som beskrevs av Richard Henry Zander 1993. Plaubelia involuta ingår i släktet Plaubelia och familjen Pottiaceae. Inga underarter finns listade i Catalogue of Life.